# (72642) 2001 FC40
(72642) 2001 FC40 – planetoida z pasa głównego asteroid okrążająca Słońce w ciągu 4,69 lat w średniej odległości 2,8 j.a. Odkryta 18 marca 2001 roku.